# Barichneumon curticornis
Barichneumon curticornis är en stekelart som först beskrevs av Heinrich 1934.  Barichneumon curticornis ingår i släktet Barichneumon och familjen brokparasitsteklar. Inga underarter finns listade.